# Bredower Forst
Das Naturschutzgebiet Bredower Forst liegt auf dem Gebiet der Gemeinde Brieselang im Landkreis Havelland in Brandenburg.
Das etwa 251 ha große Naturschutzgebiet mit der Kennung 1126, das mit Verordnung vom 26. Juni 1978 unter Naturschutz gestellt wurde, erstreckt sich östlich direkt anschließend an den Kernort Brieselang. Am westlichen Rand des Gebietes verläuft die Landesstraße L 202 und nordöstlich die L 201. Westlich verläuft die A 10, unweit westlich erstreckt sich der Nymphensee.
Im Jahr 1930 wurde im Bredower Forst der erste Naturlehrpfad Deutschlands eingerichtet.